# Matthias Faust (Politiker)
Matthias Faust (* 1971 in Hamburg) ist ein ehemaliger rechtsextremer deutscher Politiker in wechselnden Parteien (CDU, REP, NPD, DVU). Von Januar 2009 bis zu seinem Parteiaustritt Anfang 2011 war er Bundesvorsitzender der rechtsextremen Deutschen Volksunion. Ende 2010 bis Ende 2011 war er stellvertretender Bundesvorsitzender der Nationaldemokratischen Partei Deutschlands, danach war er als Beisitzer Mitglied des Bundesvorstands. Seit 2013 ist er nicht mehr politisch aktiv.

## Leben
Fausts politische Karriere begann im Alter von 15 Jahren in der Jugendorganisation der CDU, der Jungen Union. Mit 30 Jahren trat der gelernte Kaufmann aus Hamburg aus der CDU aus und wurde Mitglied der Republikaner. Anfang 2006 wurde er ihr Hamburger Landesbeauftragter, bis er Ende des Jahres zur verfassungsfeindlichen NPD wechselte. Dort war er Vertrauter der Hamburger NPD-Landesvorsitzenden Anja Zysk, die später nach innerparteilichen Intrigen aus der Partei austrat. Dadurch entstand eine Intimfeindschaft mit ihrem Nachfolger Jürgen Rieger.
Im März 2007 wechselte er zur DVU und wurde Pressesprecher des Hamburger Landesverbandes. Im Dezember 2005 hatte Faust noch erklärt: „Die DVU ist für mich absolut nicht diskussionswürdig. Scheinbar besteht sie nur aus einem Herrn Dr. Frey, der meist in einer eher dümmlichen Art und Weise in die Öffentlichkeit tritt. Mir ist kein Landtag bekannt, in der die DVU wirklich einmal ernstzunehmende politische Arbeit getan hat, meist brach die Fraktion nach wenigen Wochen auseinander.“
2008 trat Faust bei der Bürgerschaftswahl in Hamburg für die DVU als Spitzenkandidat an. Für seinen Wahlkampf wurde er in rechtsextremen Kreisen sehr gelobt.
In der DVU bekleidete er das Amt des Bundesorganisationsleiters und war damit unter anderem für die Wahlkämpfe der Partei zuständig. Zudem erhielt Faust Platz vier auf der DVU-Liste zur Europawahl.
Auf dem DVU-Parteitag am 11. Januar 2009 wurde Faust mit 87,6 Prozent der Stimmen zum Nachfolger des bisherigen Parteivorsitzenden Gerhard Frey gewählt. Der Berliner Politikwissenschaftlers Hajo Funke ging nach der Wahl Fausts davon aus, dass die DVU nach dem Wechsel enger mit der NPD zusammenarbeite würde: „Matthias Faust gilt als sehr flexibel nach rechts. Daher ist davon auszugehen, dass die DVU kooperativer gegenüber der NPD wird.“ Auf dem Bundesparteitag der NPD 2010 in Bamberg verkündete Faust zusammen mit NPD-Parteichef Udo Voigt das Vorhaben, die beiden Parteien zusammenschließen zu wollen. Am 8. Juni 2010 wurde bekannt, dass die DVU ihm die Mitgliedschaft entzogen habe, da er dies ohne Absprache mit dem Vorstand getan habe und damit „der DVU schweren Schaden zugefügt“ habe. Ein weiterer Ausschlussgrund war die Satzungsbestimmung der DVU, wonach Mitglieder, die wegen finanzieller Schwierigkeiten den sog. Offenbarungseid abgegeben haben, ihre Mitgliedschaft verlieren. Die entsprechende Satzungsbestimmung erklärte das Landgericht München I am 18. Juni 2010 in einem Verfahren des vorläufigen Rechtsschutzes allerdings für unwirksam; Faust sei weiterhin Parteimitglied. Auf dem Bundesparteitag der NPD am 6. November 2010 wurde Faust im Vorgriff auf die angestrebte Fusion zum stellvertretenden Bundesvorsitzenden der NPD gewählt. Bei der Bürgerschaftswahl in Bremen 2011 trat er als Spitzenkandidat der NPD an. Die Partei scheiterte an der Fünf-Prozent-Hürde. Auf dem NPD-Parteitag im November 2011 wurde Faust nicht mehr als stellvertretender Vorsitzender gewählt, war aber weiterhin Beisitzer im Bundesvorstand.
Er war Mitarbeiter des NPD-Parteiorgans Deutsche Stimme.